# Tipicha joliveti
Tipicha joliveti är en skalbaggsart som beskrevs av Soula 2002. Tipicha joliveti ingår i släktet Tipicha och familjen Rutelidae. Inga underarter finns listade i Catalogue of Life.